# موزخوار فیشر
موزخوار فیشر (نام علمی: Tauraco fischeri) یک گونه پرنده از خانواده موزخوار است که در سواحل شرق آفریقا از جمله کنیا، سومالی و تانزانیا یافت می‌شود. زیستگاه های طبیعی این حیوان، جنگل‌های پهن‌برگ مرطوب حاره‌ای و جنب‌حاره‌ای، جنگل های کوهستانی مرطوب نیمه گرمسیری یا گرمسیری و زمین‌های قابل کشت است. نسل این جانور به دلیل از دست رفتن زیستگاه و به دام افتادن برای تجارت حیات‌وحش تهدید می‌شود.

## نام
هم نام رایج و هم نام علمی این پرنده به یاد گوستاو فیشر، کاشف آلمانی است. این پرنده با نام لوری کاکل قرمز آفریقای شرقی نیز شناخته می‌شود.

## ارتباط
صدای موزخوار فیشر به عنوان مجموعه‌ای از آوازهای بلند توصیف می‌شود که در آن نت های بلند به آرامی شروع می‌شوند و به صورت مجموعه ای تا ۱۲ نت یکسان پیشرفت می‌کنند.

## پراکندگی و زیستگاه
موزخوار فیشر در جنگل‌های ساحلی و رودخانه‌ای و جنگل‌های ساحلی شرق آفریقا، به ویژه در کنیا، شمال شرقی تانزانیا و جنوب سومالی زندگی می‌کند. این گونه در بیشه‌های جنگلی نیز زندگی می‌کند اما از تاج‌پوش‌های درختان میوه‌دار بالغ استفاده می‌کند.

## شکار و رژیم غذایی
این پرنده عمدتاً میوه‌ها (به ویژه انجیر و توت ها) را می‌خورد اما جوانه های گل، شاخه های جوان برگ و حشرات نیز جزو رژیم غذایی آن محسوب می‌شوند.

## حفاظت
جمعیت موزخوارهای فیشر رو به کاهش است و تعداد موزخوارهای بالغ در حال حاضر بین ۱۵۰۰ تا ۷۰۰۰ تخمین زده می‌شود. این گونه در حال حاضر توسط کنوانسیون سازمان ملل متحد در مورد کنوانسیون بین‌المللی تجارت گونه‌های جانوری و گیاهی وحشی در حال انقراض ضمیمه II محافظت می شود. در سومالی، اخطاریه شماره ۲۰۰۴/۰۵۵ در سال ۲۰۱۹ تصویب شد که شکار کردن این گونه را برای تجارت ممنوع کرد.

## پرورش
پس از پیوستن نر و ماده به هم، آنها یک لانه سکویی‌مانند در تاج درخت ایجاد می‌کنند. موزخوارهای نر و ماده هر دو به ساختن لانه و جوجه کشی تخم‌ها کمک می‌کنند. یک کلاچ معمولی از ۲ تخم سفید تشکیل شده است که دوره نهفتگی آنها ۲۲ تا ۲۳ روز است. جوجه‌ها بین ۴ تا ۵ هفتگی از لانه فرار می‌کنند، اما تا حدود ۶ هفتگی قادر به پرواز نیستند.